# تیم ملی بسکتبال زیر ۱۹ سال زنان ایران
تیم ملی بسکتبال زیر ۱۹ سال زنان ایران یا تیم ملی بسکتبال دختران جوان ایران نماینده بسکتبال کشور ایران در مسابقات بین‌المللی در رده سنی جوانان است که زیر نظر فدراسیون بسکتبال ایران فعالیت میکند.